# Marco Torrès
Marco Torrès (ur. 22 stycznia 1888 w Sidi Bu-l-Abbas, zm. 15 stycznia 1963 w Marsylii) – francuski gimnastyk, medalista olimpijski z 1920 w Antwerpii, wielokrotny medalista mistrzostw świata.

## Kariera sportowa
Zdobył złote medale w wieloboju indywidualnym i drużynowym oraz ćwiczeniach na kółkach (ten ostatni ex aequo z Guido Romano), a także srebrny medal w ćwiczeniach na poręczach (razem z Auguste’em Castille i Josefem Čadą) na mistrzostwach świata w 1909 w Luksemburgu. Na kolejnych mistrzostwach świata w 1911 w Turynie zwyciężył w wieloboju drużynowym i zdobył srebrny medal w ćwiczeniach na drążku.
Na igrzyskach olimpijskich w Sztokholmie w 1912 zajął 7.– 8. miejsce w wieloboju indywidualnym ex aequo z innym Francuzem Marcelem Lalu.
Zwyciężył w wieloboju indywidualnym oraz w ćwiczeniach na drążku (razem z Čadą) i na kółkach (razem z Laurentem Grechem, Giorgio Zamporim i Guido Bonim), a także zdobył srebrne medale w wieloboju drużynowym i w ćwiczeniach na koniu z łękami na mistrzostwach świata w 1913 w Paryżu.
Zdobył srebrny medal w wieloboju indywidualnym (przegrywając jedynie z Zamporim) i brązowy medal w wieloboju drużynowym na igrzyskach olimpijskich w 1920 w Antwerpii. Swój ostatni medal, brązowy, zdobył w wieloboju drużynowym na mistrzostwach świata w 1922 w Lublanie.